# Gatecreeper
Gatecreeper ist eine US-amerikanische Death-Metal-Band aus Tucson und Phoenix, Arizona, die 2013 gegründet wurde.

## Geschichte
Die Band wurde im September 2013 gegründet. Der Bandname ist ein Wortspiel mit dem Begriff „Gatekeeper“. Im April 2014 erschien digital eine erste selbstbetitelte EP, die vier Lieder enthält. Nachdem ein Musikvideo zum Lied Force Fed erstellt worden war, wurde die EP im Oktober als 12″-Single bei King of the Monsters Records und Protagonist Music wiederveröffentlicht. 2015 ging es auf eine erste Tournee entlang der Westküste der Vereinigten Staaten. Kurz darauf schloss sich eine Split-Veröffentlichung mit Take Over and Destroy an, für die die Band den Song Poisoned Mind beisteuerte. In der zweiten Hälfte des Jahres ging es weiter auf Tour an der Ostküste der USA. Zudem nahm die Band Material für weitere Split-Veröffentlichungen auf. Diese erschienen 2016: Eine mit Young and in the Way bei A389 Recordings und eine mit Homewrecker, Outer Heaven und Scorched bei Escapist Records. Nach einer weiteren Westküstentournee, an der auch Of Feather and Bone aus Colorado teilnahm, begab sich die Band in die Homewrecker Studios in Tucson, um dort mit dem Produzenten Ryan Bram ihr Debütalbum Sonoran Depravation aufzunehmen. Die neun Lieder wurden von Kurt Ballou in den Godcity Studios abgemischt und von Brad Boatright gemastert. Das Album erschien 2016 bei Relapse Records. Im August des Jahres war zuvor bereits ein Musikvideo zum Lied Desperation erschienen. Als Single waren zudem vor der Albumveröffentlichung die Songs Stronghold und Rotting As One erschienen. Nach der Veröffentlichung des Albums ging es im September und Oktober zusammen mit Skeletonwitch, Iron Reagan und Oathbreaker auf US-Tournee. Im folgenden Jahr schloss sich in Eigenveröffentlichung das Live-Album Unleashed in the Middle East an. Im März des Jahres wurde zudem eine Tour durch die USA zusammen mit Toxic Holocaust und Nails abgehalten.

## Stil
Laut Sebastian Schilling vom Rock Hard, dürfte die Musik von Gatecreeper Fans von traditionellem Death Metal genau so gefallen, wie Leuten denen aktuelle US-Bands mit Sludge- und Hardcore-Punk-Hintergrund gefallen würden. Im Interview mit ihm gab Chase Mason an, dass sich der Titel Sonoran Depravation auf die Sonora-Wüste, den Lebensraum der Mitglieder, bezieht. Das raue Klima, das dort herrsche, habe die Band versucht, mit dem Albumtitel und dem Coverartwork zu verdeutlichen. Die Texte würden von persönlichen Erfahrungen, Apathie, Fiktion und Tod handeln. Schilling befand, dass die Gruppe auf dem Album stark nach Obituary, Cyanide und gelegentlich Bolt Thrower klinge. Zudem lägen die Wurzeln der Band zwar im Sludge und Hardcore Punk, insgesamt klinge man jedoch nach Metal. Mason bestätigte, dass die Band von diesen drei Gruppen beeinflusst wurde und fügte noch schwedische Death-Metal-Bands wie Dismember und Grave sowie Crowbar, Merauder, Hatebreed sowie andere Hardcore-Punk-, Doom-Metal- und Sludge-Bands als Einflüsse an. Zwei Ausgaben zuvor hatte Schilling das Album rezensiert und ebenfalls einen Vergleich zu Bolt Thrower und Obituary aufgezeigt, wobei sich die Songs besonders auf den Groove fokussieren würden. Die Gruppe vermeide es dabei jedoch wie eine Kopie der genannten Bands zu klingen. Gelegentlich würden auch Melodien eingestreut werden. Durch den Gesang, der „überwiegend tief und röchelnd“ sei, seien auch Vergleiche zu Funebrarum und Disma nicht abwegig. Insgesamt könne man die Musik als Mischung aus klassischem und modernem düsteren Death Metal ansehen.

## Diskografie
- 2014: Gatecreeper (EP, Eigenveröffentlichung)
- 2015: Take Over and Destroy / Gatecreeper (Split mit Take Over and Destroy, President Gator Records)
- 2016: EP + Split Tracks (Kompilation, King of the Monsters Records)
- 2016: Gatecreeper / YAITW (Split mit Young and in the Way, A389 Recordings)
- 2016: Gatecreeper / Homewrecker / Outer Heaven / Scorched (Split mit Homewrecker, Outer Heaven und Scorched, Escapist Records)
- 2016: Sonoran Depravation (Album, Relapse Records)
- 2017: Unleashed in the Middle East (Live-Album, Eigenveröffentlichung)
- 2024: Dark Superstition (Album)